# Men in Black (film fra 1934)
 Ikke at forveksle med Men in Black.
Men in Black er en kort amerikansk komediefilm fra 1934, instrueret af Raymond McCarey og produceret af Jules White.
Filmen havde det amerikanske slapstick-komedietrio The Three Stooges i hovedrollen.
Det er den tredje film i serien udgivet af Columbia Pictures med komikerne i hovedrollen. De lavede 190 kortfilm for studiet mellem 1934 og 1959.
Filmen var nomineret til en Oscar for bedste kortfilm (komedie) i 1935.